# Isochlora metaphaea
Isochlora metaphaea là một loài bướm đêm trong họ Noctuidae.